# Szabó Ferenc (plébános)
Szabó Ferenc (Nagyudvarnok, 1784. július 1. – Lekér, 1861. szeptember 28.) római katolikus plébános, táblabíró.

## Élete
A teológia IV. évét a Szent István papnevelőben végezte 1809-ben, mely év augusztus 10-én felszenteltetett. Érsekújvárra küldték segédlelkésznek, 1814-től Pereden volt adminisztrátor, 1816-tól Kemencén segédlelkész, 1820-ban a Szent Imre papnevelőben Pozsonyban vicerektor, egyszersmind lelkiatya és tanár, 1833. április 24-én nagysarlói plébános lett, 1850-ben pedig lekéri alesperes.

## Munkája
- Ode, festis honoribus Exc. ac Ill. Dni Josephi e comitibus Szápáry, de Eadem, perpetui in Szécsi-Szigeth et Muraj-Szombat... quum ex comite Syrmiensi incl. comitatus Mosoniensis supremi comitis dignitatem XIV. cal. Martias a 1808. feliciter auspicaretur, venerationis ergo oblata. Posonii.